# Daini no Sanmi
En aquest nom japonès, el cognom és Daini.
Daini no Sanmi (japonès: 大弐三位), el seu nom real és Fujiwara no Kataiko o Fujiwara no Kenshi (藤原賢子) fou una poetessa japonesa que va viure a mitjans del període Heian. La seva mare era la famosa Murasaki Shikibu, l'autora de Genji Monogatari, i el seu pare Fujiwara no Nobutaka. El seu matrimoni amb Takashina Nariaki, que era un Dazai no Sanmi (sotssecretari del govern de l'illa de Kyūshū), és el que li dona el nom popular. Va treballar a la cort com a dida del príncep Chikahito, que seria l'emperador Go Reizei (1045-1048). Va escriure una col·lecció de poesies anomenades Daini-no-summi-shū i l'obra en quatre volums de Sagoromo Monogatari ('Història del general Sagomoro'), en què descriu la melancolia de Sagomoro per l'amor apassionat que sent per la princesa Genji-no-miya i al qual ella no mostra gens d'interès. El final acaba en l'etapa en què l'emperador abdica seguint l'oracle de la dea fundadora del Japó, Amaterasu, i deixa el seu lloc al seu net Sagoromo. L'estil segueix a vegades la moda de finals de l'era Heian (791-1186), però hi ha un treball psicològic dels personatges, en què es viu el contrast entre el dolor de l'amor i la vida exuberant de la cort.